# Sylvirana
Sylvirana é um género de anfíbios da família Ranidae. Está distribuído por China, Taiwan, Mianmar, Tailândia, Laos, Cambodja, Vietname, Butão, Nepal, Bangladesh e Índia.

## Espécies
- Sylvirana annamitica Sheridan and Stuart, 2018
- Sylvirana cubitalis (Smith, 1917)
- Sylvirana faber (Ohler, Swan, and Daltry, 2002)
- Sylvirana guentheri (Boulenger, 1882)
- Sylvirana lacrima Sheridan and Stuart, 2018
- Sylvirana malayana Sheridan and Stuart, 2018, PLoS One, 13(3: e0192766):
- Sylvirana maosonensis (Bourret, 1937)
- Sylvirana montosa Sheridan and Stuart, 2018
- Sylvirana mortenseni (Boulenger, 1903)
- Sylvirana nigrovittata (Blyth, 1856)
- Sylvirana roberti Sheridan and Stuart, 2018
- Sylvirana spinulosa (Smith, 1923)